# دختران گمشده (فیلم)
دختران گمشده (انگلیسی: The Lost Girls) فیلمی به نویسندگی و کارگردانی لیویا د پائولیس بر اساس رمانی به همین نام با الهام از فیلم ۲۰۰۳ توسط لوری فاکس است که داستان چند نسل پس از وقایع رمان اصلی جیمز بری را نمایش می‌دهد. این فیلم ژوئن ۲۰۲۲ در سینماها و پلتفرم‌های پخش اکران شد. 

## بازیگران
- لیویا د پانولیس در نقش وندی، از نوادگان وندی دارلینگ
  - امیلی کری در نقش وندی جوان
  - آملیا مینتو در نقش وندی کوچک
- الا-ری اسمیت در نقش بری
  - آوا فیلری در نقش بری کوچک
- جولی ریچاردسون در نقش جین
  - تیلی مارسان در نقش جین جوان
- ونسا ردگریو در نقش نانا
- جولیان اوودن در نقش کلیتون
- پارکر سایرز در نقش آدام
- لوئیس پارتریج در نقش پیتر پن
- ایان گلن در نقش هوک

## تولید
در سپتامبر ۲۰۱۹ اعلام شد که لیویا د پانولیس رمان لوری آن فاکس را برای فیلم اقتباس خواهد کرد.  اما تامپسون، الن برستین و گایا وایز در ابتدا برای بازی در این فیلم در کنار د پانولیس همراه بودند اما در مقطعی با جولی ریچاردسون، ونسا ردگریو و الا-ری اسمیت به ترتیب از پروژه خارج شدند. جولیان اووندن، پارکر سایرز، امیلی کری، لوئیس پارتریج و ایان گلن بازیگران گروه را تکمیل می‌کنند. عکاسی اصلی در انگلستان با حمایت نیروهای ویژه بخش صفحه نمایش بریتانیا انجام شد و در سپتامبر ۲۰۲۰ به پایان رسید. 